# Säurebeständigkeit
Mit Säurebeständigkeit wird die Eigenschaft eines festen Stoffes (wie etwa eines Metalles) bezeichnet, selbst bei hohen Temperaturen keine Verbindungen mit einer Säure einzugehen oder gar aufgelöst zu werden. Stoffe wie Glas oder Polytetrafluorethylen sowie alle Edelmetalle und einige Passivierungsmetalle sind gegen sehr viele Säuren beständig. Nahezu alle Metalle lösen sich aber in Königswasser, Metalle und sogar Glas in Flusssäure auf.

## Metalle und Halbmetalle
Metalle sind entweder säurebeständig, weil sie
- als Edelmetalle ein positiveres Normalpotential als Wasserstoff haben oder
- weil sie gegen die Reaktion mit Säuren einen schützenden Überzug (meist ein Oxid) bilden, der im Gegensatz zum reinen Metall resistent gegen Säuren ist (Passivierung). Beispiele sind Chrom, Aluminium, Titan, Blei, Zink. Diese Stoffeigenschaft von Chrom wird bei der Verchromung ausgenutzt.

Auch das Halbmetall Silicium passiviert sich durch Bildung eines Oxidüberzugs.

## Verbindungen
Manche Verbindungen sind säurebeständig, weil sie thermodynamisch extrem stabil sind und deshalb nicht mit Säuren reagieren. Einige polyhalogenierte Kohlenwasserstoffe wie Polytetrafluorethylen (Teflon) sind resistent gegen Säuren, allerdings zersetzen sie sich bei hohen Temperaturen. Teflon wird ähnlich wie Chrom als Beschichtung benutzt, diese ist jedoch elastisch. Die bekannteste säurebeständige Verbindung ist Glas. Diese Stoffeigenschaft beruht auf der hohen Stabilität des Hauptbestandteils Siliciumdioxid. Erst Flusssäure löst Glas auf.